# Linda Fabiani
Linda Fabiani (Glasgow, 14 dicembre 1956) è una politica scozzese di origini italiane.
Membro del Parlamento scozzese presso il distretto di East Kilbride, eletta nelle liste del Partito Nazionale Scozzese durante la consultazione elettorale del 2016, è attualmente Vicepresidente del Parlamento Scozzese, membro della Commissione parlamentare per l'Eguaglianza e i Diritti Umani, coordinatrice degli  intergruppi parlamentari sull'Architettura e sul Tibet membro dell'intergruppo sul Malawi.

Nel 1999 vince le elezioni nel collegio della Scozia centrale e viene confermata quale parlamentare scozzese nelle successive consultazioni elettorali del 2003 e del 2007. 

Dal 17 maggio 2007 al 12 febbraio 2009 ha ricoperto le cariche di Ministro per il Gaelico e di Ministro per l'Europa, gli Affari esteri e la Cultura della Scozia.

## Onorificenze
Il 12 gennaio 2007 è stata insignita dal Presidente della Repubblica italiana, Giorgio Napolitano, dell'onorificenza di Cavaliere dell'Ordine della Stella d'Italia già Ordine della Stella della Solidarietà Italiana per i meriti conseguiti nel rafforzamento dei collegamenti tra Italia e Scozia.